# Tibetan Review
Tibetan Review est un magazine mensuel fondé en 1967 en Inde par des Tibétains en exil et traitant de leurs activités de par le monde ainsi que du Tibet. Il est écrit en langue anglaise et publié à New Delhi en Inde.

## Historique
Sous le nom de The Voice of Tibet, un précurseur de la revue fut fondé en 1967 à Darjeeling par Lodi Gyari Rinpoché,. 
En avril 1967, Tenzin Ngawang Takla devint le rédacteur en chef du magazine, qu'il rebaptisa Tibetan Review, son nom officiel depuis janvier 1968. Le manque de financement contraint la Tibetan Review à se tourner vers Dharamsala en 1971. Le Gouvernement tibétain en exil réagit en fondant un nouveau département pour héberger la rédaction du magazine ainsi que celle de Sheja. Ce département fut appelé Bureau d'informations, prédécesseur du ministère de l’information et des relations internationales.  Vers 1970–1972, Tenzin Namgyal Tethong prit la succession. 
Entre 1973 et 1977, l’écrivain Dawa Norbu fut aux commandes éditoriales. Sous sa direction, Tibetan Review fut transférée à New Delhi. Avant d’en reprendre la direction éditoriale, il s’assura auprès du Bureau d'informations qu’il aurait une pleine indépendance éditoriale. Avec cette garantie, Dawa Norbu et son successeur, Tsering Wangyal (en) (1949-2000), qui en fut le rédacteur en chef pendant plus de vingt ans, transformèrent la revue en une institution respectée du monde tibétain exilé. Les dernières années, Tsering Wangyal résida aux États-Unis, et Lhasang Tsering réalisa le travail éditorial. 
Selon Thubten Samphel, Dawa Norbu et Tsering Wangyal ont créé une nouvelle génération de Tibétains : la génération Tibetan Review, née au Tibet, éduquée en exil, utilisant le forum fourni par la revue pour discuter comment regagner son héritage perdu. L'impact de Tibetan Review devint planétaire. Elle est devenue un forum permettant aux Tibétains des quatre coins du monde et leurs amis de lancer de nouvelles idées pour renforcer le mouvement tibétain au niveau mondial. Tibetan Review est devenue l’une des rares publications en exil qui ait réussi à intéresser l'opinion internationale au sort du peuple tibétain.
Pema Thinley prit la succession en 1996.

## Présentation de la revue et points de vue de différents auteurs
Tibetan Review se définit comme un magazine mensuel, éditorialement indépendant, de nouvelles et d'articles de fond sur le Tibet et les Tibétains. Outre une analyse régulière de la situation actuelle au Tibet se fondant sur des sources fiables, le magazine publie des articles sur les activités des Tibétains libres vivant en exil et sur d’autres activités liées au Tibet de par le monde. Il contient aussi des articles d'intérêt général sur divers aspects de la vie et de la culture tibétaine,.
Pour le professeur Barry Sautman, Tibetan Review est l'organe de presse indépendantiste des exilés. En 1995, Barry Sautman et Shiu-hing Lo la qualifient de principal porte-parole de la tendance « indépendance complète » chez ces derniers.
Pour Dorothy Stein, Tibetan Review est l'équivalent d'une opposition loyale au gouvernement tibétain en exil.
Selon Françoise Aubin, Tibetan Review est une publication officieuse du gouvernement en exil, patronnée par lui mais exempte de sa censure. C'est un mensuel d’informations et une tribune de défense pour la cause tibétaine, riche en nouvelles. 
Tibetan Review est qualifié d'indépendante par l'écrivain Patrick French et par des journalistes.
Pour Yves Kernöc'h, Tibetan Review est  considéré comme la référence internationale sur le Tibet contemporain.
La revue propose un espace pour l'expression contestataire des jeunes générations, rapporte Dibyesh Anand.

## Rôle au sein de la diaspora tibétaine
Pour Christiane Labiesse, docteur en anthropologie et en sciences de l'information et de la communication ayant analysé près de 100 éditoriaux de la Tibetan Review, le magazine a constitué un lien communautaire capable d'entretenir une conscience identitaire et de contribuer à la survie de la diaspora tibétaine.